# 파퓰러스

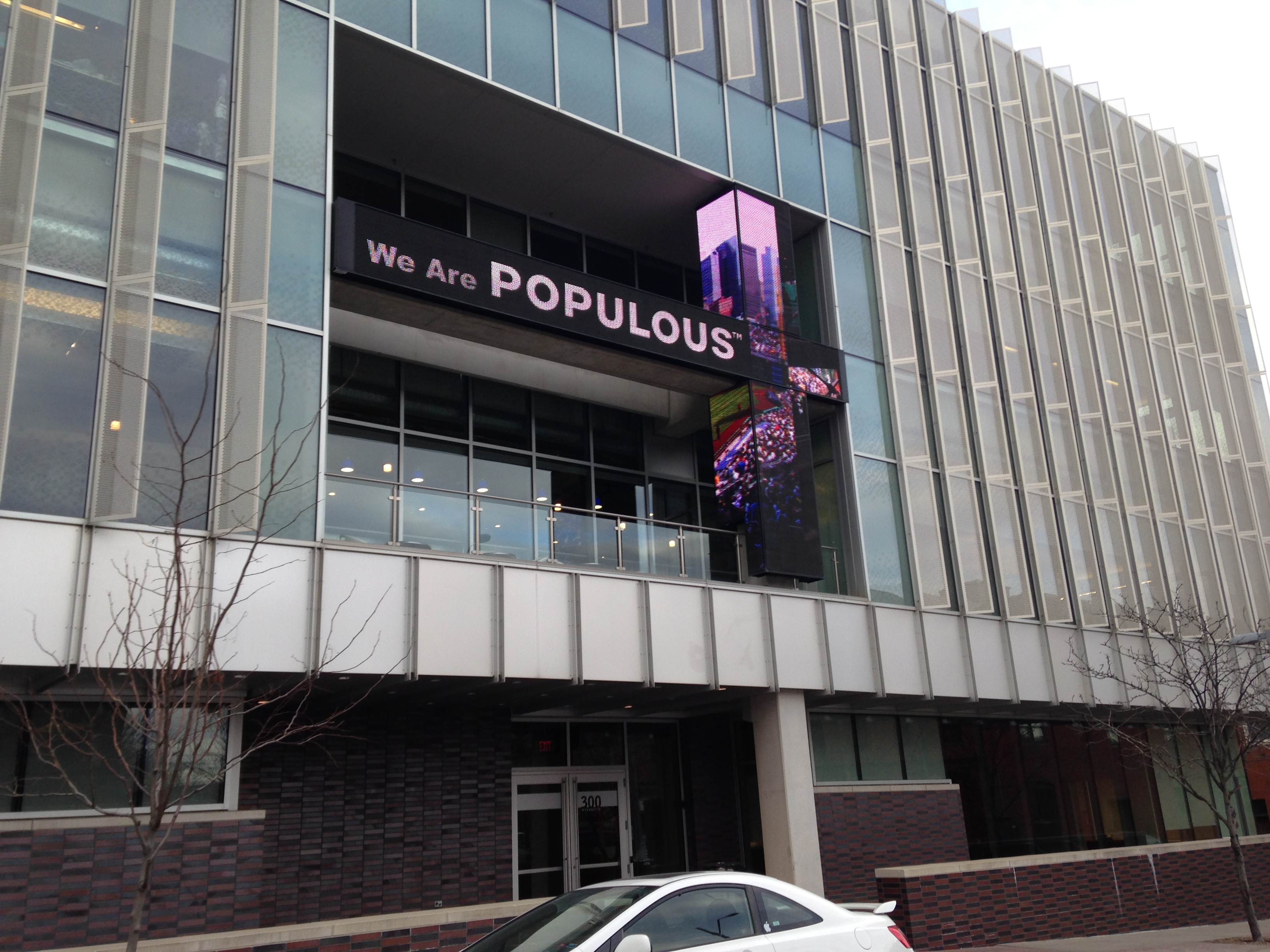

파퓰러스(영어: Populous, 과거 HOK 스포트)는 스포츠 시설 전문 건설업체이다.
1983년, 글로벌 건설 업체인 헬뮤스 오바타 앤드 카싸바움(Hellmuth, Obata and Kassabaum 줄여서 HOK) 사가 HOK 스포트를 설립하였다. 스포츠 시설 건축에 특화된 건축 설계 업체의 성공 가능성을 엿보고서는, 스포츠 시설 건축 시장을 노린 것이었다.  1996년, 스포츠 시설 설계 틈새 시장에서 작은 성공을 맛본 HOK 스포트는 그 영역을 컨벤션 센터 건축으로 넓혀갔다. 영국 런던, 오스트레일리아 브리즈번에 지사가 있었고, 또한 미국 미주리주에 본사가 있었던, 동종 업계 LOBB 스포트 사를 흡수합병하면서, HOK 스포트는 글로벌 기업으로 세를 불려나갔다.
2002년 HOK 스포트는 앤더슨 컨설팅 팀을 흡수합병하였다. 앤더슨 컨설팅 팀은 공공 행사기획에 특화된 컨설팅 기업이었다. 2009년 1월 경영권 인수를 통해 파퓰러스가 됐다.

## 사업 영역
오늘날 파퓰러스는 올림픽, NBA 올스타 게임, FIFA 월드컵, 슈퍼볼 같은 큰 스포츠 이벤트 기획(planning), 스포츠 시설 건설, 컨벤션 시설 건설 등을 사업 영역으로 삼고 있다.
파퓰러스가 제공하는 서비스로서는 기획 업무, 그래픽 디자인, 인테리어, 시설 평가 등이 포함된다. 이러한 서비스들은 신규로 건축된 건물 혹은 이미 완공된 건물에 제공될 수 있다.

## 역사
파퓰러스는 키벳 & 마이어스 사에서 나온 건축가들의 모임에 그 뿌리를 두고 있다. 키
벳 & 마이어스 사는 1967년에 트루먼 스포츠 콤플렉스를 설계한 바 있다.

### 영향
파퓰러스가 건설한 현대적인 설계의 신규 야구장이 홈 구단의 승률을 0.075% 이상 올려주어 팬들을 끌어모으게 한다는 분석이 있었다.

## 사무소
- 미국 캔자스시티 (본사)
- 미국 뉴욕
- 미국 덴버
- 미국 녹스빌
- 미국 내슈빌
- 미국 로스앤젤레스
- 영국 런던
- 홍콩
- 싱가포르
- 대한민국 인천
- 브라질 리우데자네이루
- 뉴질랜드 오클랜드 (뉴질랜드)
- 오스트레일리아 퀸즐랜드주 브리즈번

## 스포츠 프로젝트

### 미식축구

#### 내셔널 풋볼 리그
- 하드록 스타디움, 마이애미 - 마이애미 돌핀스 (1987년)
- 뱅크 오브 아메리카 스타디움, 샬럿 - 캐롤라이나 팬서스 (1996년)
- 레이몬드 제임스 스타디움, 탬파 - 탬파베이 버커니어스 (1996년)
- 페덱스필드, 랜도버 - 워싱턴 커맨더스 (1997년)
- M&T 뱅크 스타디움, 볼티모어 - 볼티모어 레이븐스 (1998년)
- LP 필드, 내슈빌 내슈빌 - 테네시 타이탄스 (1999년)
- 퍼스트에너지 스타디움, 클리블랜드 - 클리블랜드 브라운스 (1999년)
- 헤인즈 필드, 피츠버그 - 피츠버그 스틸러스 (2001년)
- NRG 스타디움, 휴스턴 - 휴스턴 텍선스 (2002년)
- 스테이트팜 스타디움, 글렌데일 - 애리조나 카디널스 (2006년)

### 미국 대학 미식축구
- TCF 뱅크 스타디움, 미니애폴리스, 미네소타 - 미네소타 대학교 미식축구팀
- FAU 미식축구 경기장, 보카 레이튼, 플로리다 - 플로리다 애틀랜틱 오울즈 풋볼 (2010년 개장예정)

### 야구

#### 메이저 리그 베이스볼
- 돌핀 스타디움, 마이애미 - NFL 마이애미 돌핀스, MLB 플로리다 말린스 (1987년)
- 개런티드 레이트 필드, 시카고 - 시카고 화이트삭스 (1991년)
- 캠든 야즈, 볼티모어 - 볼티모어 오리올스 (1992년)[2]
- 프로그레시브 필드, 클리블랜드 - 클리블랜드 인디언스 (1994년)
- 쿠어스 필드, 덴버 - 콜로라도 로키스 (1995년)
- 코메리카 파크, 디트로이트 - 디트로이트 타이거스 (2000년)
- 미닛메이드 파크, 휴스턴 - 휴스턴 애스트로스 (2000년)
- AT&T 파크, 샌프란시스코 - 샌프란시스코 자이언츠 (2000년)
- PNC 파크, 피츠버그 - 피츠버그 파이리츠 (2001년)
- 그레이트 아메리칸 볼 파크, 신시내티 - 신시내티 레즈 (2003년)
- 시티즌스 뱅크 파크, 필라델피아 - 필라델피아 필리스 (2004년)
- 펫코 파크, 샌디에이고 - 샌디에이고 파드리스 (2004년)
- 부시 스타디움, 세인트루이스 - 세인트루이스 카디널스 (2006년)
- 내셔널스 파크, 워싱턴 D.C. - 워싱턴 내셔널스 (2008년)
- 시티 필드, 뉴욕 퀸스 - 뉴욕 메츠 (2009년)
- 양키 스타디움, 뉴욕 브롱스 - 뉴욕 양키스 (2009년)
- 타깃 필드, 미니애폴리스 - 미네소타 트윈스 (2010년)
- 말린스 파크, 마이애미 - 마이애미 말린스 (2012년)
- 트루이스트 파크, 컴벌랜드, 조지아 - 애틀란타 브레이브스 (2017년)

#### KBO 리그
- 창원NC파크, 창원시 - NC다이노스 (2019년)
- 대전 한화생명 볼파크, 대전광역시 - 한화 이글스(2025년)

### 농구

#### NBA
- BMO 해리스 브래들리 센터, 밀워키 - 밀워키 벅스 (1988년)
- 유나이티드 센터 , 시카고 – 시카고 불스 (1994년)
- 볼 아레나, 덴버 - 덴버 너기츠
- 스테이트팜 아레나, 애틀랜타 - 애틀랜타 호크스
- 스코샤뱅크 아레나, 토론토, 캐나다 - 토론토 랩터스 (1999년)
- 도요타 센터, 휴스턴 - 휴스턴 로키츠 (2003년)
- 푸르덴셜 센터 , 뉴어크, 뉴저지 – 뉴욕 리버티 (2007)
- 암웨이 센터, 올랜도 - 올랜도 매직 (2010년)
- 파이서브 포럼, 밀워키 – 밀워키 벅스 (2018년)

### 축구
- 입스위치 타운 FC, North Stand at Portman Road - 영국 잉글랜드 입스위치 - 입스위치 타운 FC b (2002년)
- 이스타디우 다 루스 - 포르투갈 리스본 - SL 벤피카 (2004년)
- 이스타디우 알가르브 - 포르투갈 알가르브 - (2004년)
- 에미레이트 스타디움 - 영국 런던 - 아스널 FC (2006년)
- PAETEC 파크 - 로체스터 (뉴욕주) - 유나이티드 사커리그 로체스터 레이징 리노스 (2006년)
- 스타디움 MK - 영국 밀턴케인스 - 밀턴케인스 던스 FC (2007년)
- 웸블리 스타디움 - 영국 런던 - 잉글랜드 축구 국가대표팀 (2007년)[3]
- 아레나 다스 두나스 - 브라질 나타우 - 아메리카 FC (2013년)
- 피시트 올림픽 스타디움 - 러시아 소치 - PFC 소치 (2013년)
- 카잔 아레나 - 러시아 카잔 - 루빈 카잔 (2013년), 2018년 FIFA 월드컵, 2013년 하계 유니버시아드
- 파르크 올랭피크 리요네 - 프랑스 리옹 - 올랭피크 리옹 (2016년)
- 로스토프 아레나 - 러시아  로스토프나도누 - FC 로스토프 (2018년), 2018년 FIFA 월드컵, FC 로스토프
- 토트넘 홋스퍼 스타디움 - 영국 런던 - 토트넘 핫스퍼 FC (2018년)

### 럭비 리그
- 선콥 스타디움 - 오스트레일리아 퀸즐랜드 주 브리즈번 - 내셔널 럭비 리그 - 브리즈번 브롱코스 (2003년)
- 스킬드 파크 - 골드코스트 (퀸즐랜드주) - 내셔널 럭비 리그 - 코스트 타이탄스 (2008년)
- 웨스턴 시드니 스타디움 - 패러매타 - 내셔널 럭비 리그 - Parramatta Eels (2019년)

### 다목적 경기장
- 홍콩 스타디움 – 소콘포 , 홍콩 (1994)
- 밀레니엄 스타디움 – 영국 카디프 – 웨일즈 축구팀 과 웨일스 럭비 유니온 팀 (1999)
- ANZ 스타디움 – 호주 시드니 – 2000년 하계 올림픽(1999)
- 난징 올림픽 스포츠 센터 – 중국 난징 (2004)
- 크로크 파크 – 아일랜드 더블린 – 게일 체육 협회 (2004)
- 퀸즐랜드 테니스 센터 – 테니슨, 퀸즐랜드 , 호주 (2009)
- 아스타나 아레나 - 아스타나, 카자흐스탄 (2009)
- 아비바 스타디움 – 아일랜드 더블린 – 아일랜드 럭비 유니온 팀 및 아일랜드 축구 팀 (2010)
- 자예드 스포츠 시티 스타디움 - UAE 아부다비 (2010)
- 런던 스타디움 - 런던 , 영국 - 웨스트햄 유나이티드 FC 및 브리티시 애슬레틱스 (2012)
- 인천아시아드주경기장 – 인천 , 대한민국 (2014)
- 필리핀 아레나 다목적 시설 – 필리핀 Bulacan – 농구 테마 복합 개발 (2014)
- 타이페이 돔 – 타이페이 , 대만

## 베뉴 프로젝트

### 컨벤션 센터
- 조지 R. 모스콘 컨벤션 센터 - 미국 캘리포니아주 샌프란시스코 (1981)
- 아메리카'스 센터 - 미국 미주리주 세인트루이스 - (1995년)
- 애너하임 컨벤션 센터 확장공사 - 미국 캘리포니아주 애너하임 (2001년)
- 포트 워스 컨벤션 센터 - 미국 텍사스주 포트워스 (2003년)
- 그랜드 리버 이벤트 센터 - 미국 아이오와주 더뷰크 (2003년)
- 피오리아 시빅 센터 확장공사 - 미국 일리노이주 피오리아, USA (2007년)
- 피닉스 컨벤션 센터 - 미국 아리조나 피닉스 (2008년)

### 시민회관
- 에반스빌 오디토리엄 앤드 시빅 센터 - 에번즈빌, 미국 (1998년)
- 플라노 센터 - 미국 텍사스주 플레이노 (1990년)
- 노스 찰스턴 컨벤션 센터 앤드 퍼포밍 아트 센터 - 미국 사우스캐롤라이나 주, 찰스턴 (1999년)
- 아이오와 이벤트 센터 - 미국 아이오와주 디모인 (2005년)

### 전시관
- 팰미토 인터내셔널 익스포지션 센터 - 미국 사우스캐롤라이나주 그린빌 (1994년)
- 노던 켄터키 컨벤션 센터 - 미국 켄터키주 커빙튼 (1998년)

### 콘퍼런스 센터
- MGM 그랜드 콘퍼런스 센터 - 미국 라스베이거스 (1998년)

### 아레나
- 스피어 - 미국 라스베이거스 (2023년)

## 행사

### 축구 행사
(일부 목록)
- 1986년 — FIFA/UNICEF 월드 올스타 게임 - 미국 캘리포니아주 로스앤젤레스
- 1994년 —1994년 FIFA 월드컵 - 미국 내 9 곳.
- 1996년 —메이저 리그 사커 개막전 - 미국 캘리포니아 산호세
- 1998년 — 1998년 FIFA 월드컵 - 프랑스 툴루즈
- 2002년 — 2002년 FIFA 월드컵 - 대한민국/일본